# The Falling Sky
The Falling Sky è il quarto singolo dei Greta Van Fleet estratto dall'album Starcatcher, pubblicato il 27 giugno 2023.

## Tracce
1. The Falling Sky – 3:39